# كامب-لينتفورت
كمب لينتفورت (بالألمانية: Kamp-Lintfort) هي بلدة ألمانية تقع في ألمانيا في فيزل. يقدر عدد سكانها بـ 39,461 نسمة .

## المدن التوأمة
مدن Żory، تشترلي ستريت ‏ و كامبريه هي مدن توأمة لـكمب لينتفورت.